# Moudeyres
Moudeyres ist eine französische Gemeinde mit 108 Einwohnern (Stand: 1. Januar 2022) im Département Haute-Loire in der Region Auvergne-Rhône-Alpes (vor 2016 Auvergne); sie gehört zum Arrondissement Le Puy-en-Velay und zum Kanton Mézenc.

## Geografie
Moudeyres liegt etwa 20 Kilometer südöstlich von Le Puy-en-Velay. Umgeben wird Moudeyres von den Nachbargemeinden Saint-Front im Norden und Osten, Les Estables im Süden und Südosten, Freycenet-la-Tour im Südwesten sowie Laussonne im Westen und Nordwesten.

## Bevölkerungsentwicklung
| Jahr                       | 1962 | 1968 | 1975 | 1982 | 1990 | 1999 | 2006 | 2011 | 2017 |
| Einwohner                  | 215  | 183  | 131  | 132  | 111  | 104  | 105  | 105  | 100  |
| Quellen: Cassini und INSEE |      |      |      |      |      |      |      |      |      |

## Sehenswürdigkeiten
- Kirche Nativité-de-la-Sainte-Vierge (Kirche Mariä Geburt)

## Trivia
Moudeyres war ein regelmäßiger Urlaubsort von Willy Brandt.